# Excellence Century Plaza
LExcellence Century Plaza est un ensemble de 4 gratte-ciel construits en 2010 à Shenzhen en Chine.